# Hôtel Barbette
Pour les articles homonymes, voir Barbette (homonymie).
L'hôtel Barbette a été bâti vers 1300 par Étienne Barbette, prévôt des marchands de Paris dans le quartier du Marais à Paris sur un terrain de famille, la Courtille Barbette. Une propriété qui occupait approximativement un quadrilatère formé par les actuelles rues Vieille-du-Temple, des Francs-Bourgeois, Payenne et du Parc-Royal, dans l'actuel 3e arrondissement de Paris.
Agrandi et embelli, il est devenu l'une des résidences princières les plus prisées aux XIVe et XVe siècles et fut occupé par la reine Isabeau de Bavière ou au siècle suivant par Diane de Poitiers.
Il a disparu progressivement au cours du XVIe siècle pour laisser place à la rue Barbette créée en 1563 et ses hôtels particuliers.

## La Courtille Barbette
La Courtille Barbette était une terre au-delà de l'enceinte de Philippe Auguste, à laquelle on accédait par la poterne Barbette. C'était une propriété agricole et maraîchère conquise sur les marais au XIIe siècle.
Cette zone du Nord-Est de Paris fut conquise au XIe siècle par les moines sur les marais asséchés et se trouvait située entre la Couture du Temple et la couture Sainte-Catherine.

## L'hôtel Barbette

Paris vers 1300

### La maison d’Étienne Barbette
Elle fut aménagée par Étienne Barbette au début du XIVe siècle pour devenir une résidence de repos en dehors de la ville. Simple maison de campagne à l’origine, le bâtiment s'améliora et devint un véritable palais de plaisance.
En 1306, la foule en colère contre l'appréciation de la monnaie décidée par Philippe le Bel s’en pris aux propriétés d’Étienne Barbette, jugé responsable de cette situation. Le 16 décembre, les émeutiers se rendant dans l'hôtel Barbette, abattent les arbres et la maison est mise à sac. En représailles, le 28 décembre le roi fit pendre 26 émeutiers et leurs corps furent exposés à chaque porte de la ville.
À la mort d’Étienne Barbette en 1321, l'hôtel et la propriété, la courtille Barbette furent vendus.

### Le palais d'Isabeau de Bavière

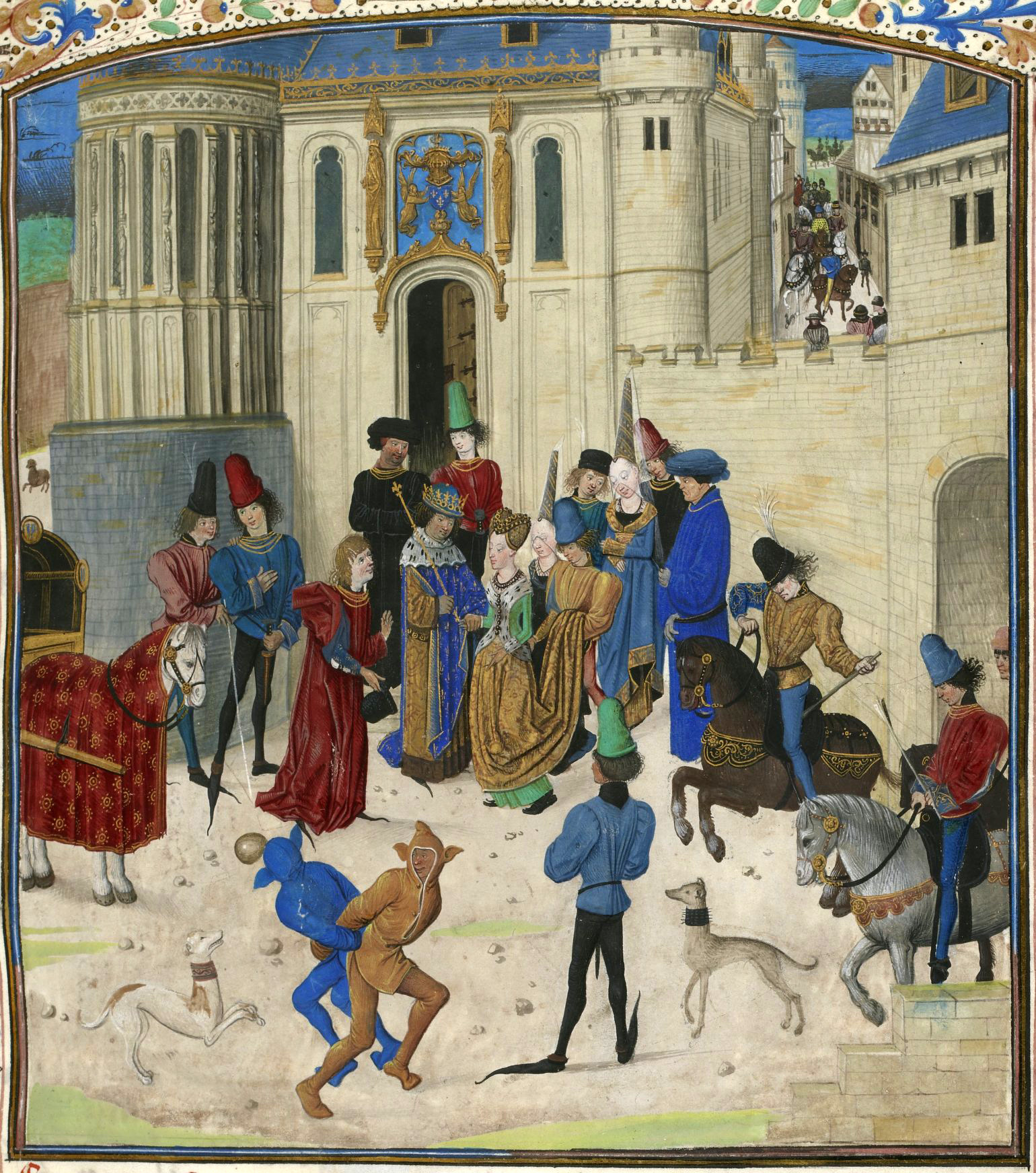
Entrée dans Paris d'Isabeau de Bavière d'après Jean Fouquet.

Dans la deuxième partie du XIVe siècle, un « séjour » fut créé par le trésorier de France Nicolas de Mauregard. La propriété fut acquise en 1390 puis reconstruite et agrandie par Jean de Montaigu, trésorier, chambellan et maître d'hôtel du roi Charles VI, qui finança le montant des travaux sur les deniers du Trésor royal. Charles VI fit aussi augmenter la propriété, et notamment avec un bâtiment élevé à proximité de la porte Barbette.
Isabeau de Bavière, reine de France, s’installe à l’hôtel Barbette, acquis vers 1401 auprès de Jean de Montagu pour fuir les crises de folie de son mari Charles VI qui réside dans son palais voisin de l'hôtel Saint-Pol.

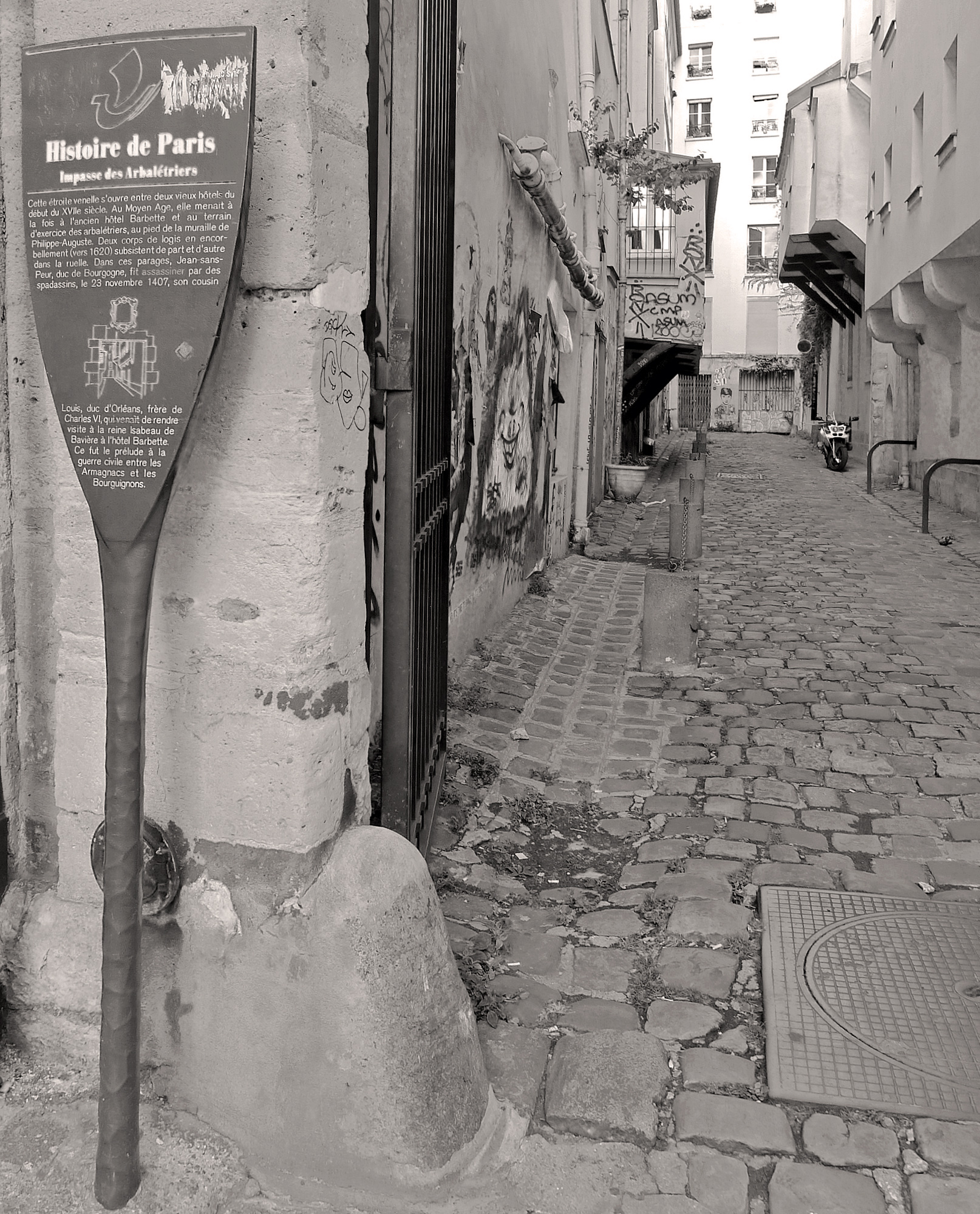
Entrée de l'impasse des Arbalétriers avec une borne historique de la ville de Paris rappelant le meurtre de Louis d'Orléans.

Ce fut « le petit séjour de la Reine » Isabeau de Bavière. Le faste déployé par cette princesse a inauguré à la cour l'ère des magnificences royales, qui ont ébloui toutes les autres cours. Cette reine mis à la mode les bals masqués, et à la faveur de cette initiative se nouèrent ses relations illégitimes avec le duc d'Orléans, frère du roi[réf. nécessaire]. La Chronique de Saint-Denis avoue que ce lancement de l'incognito nocturne donna le signal d'une course aux aventures qui devint tout de suite générale, et que l'intrigue sous le masque fit fureur, presque toute la cour en partageant l'ivresse[citation nécessaire].
C'est là qu'en 1407 « la veille de la Saint-Martin d'hiver (soit le 10 novembre)  vers deux après minuit, l'auguste reine de France accoucha d'un fils, en son hôtel à Paris près la porte Barbette. Cet enfant vécu à peine, et les familiers du roi n'eurent que le temps de lui donner le nom de Philippe et de l'ondoyer […]. La reine fut vivement affectée de la mort prématurée de cet enfant et passa dans les larmes tout le temps de ses couches.  ». Le 23 novembre, le duc d'Orléans rend visite à la reine Isabeau.

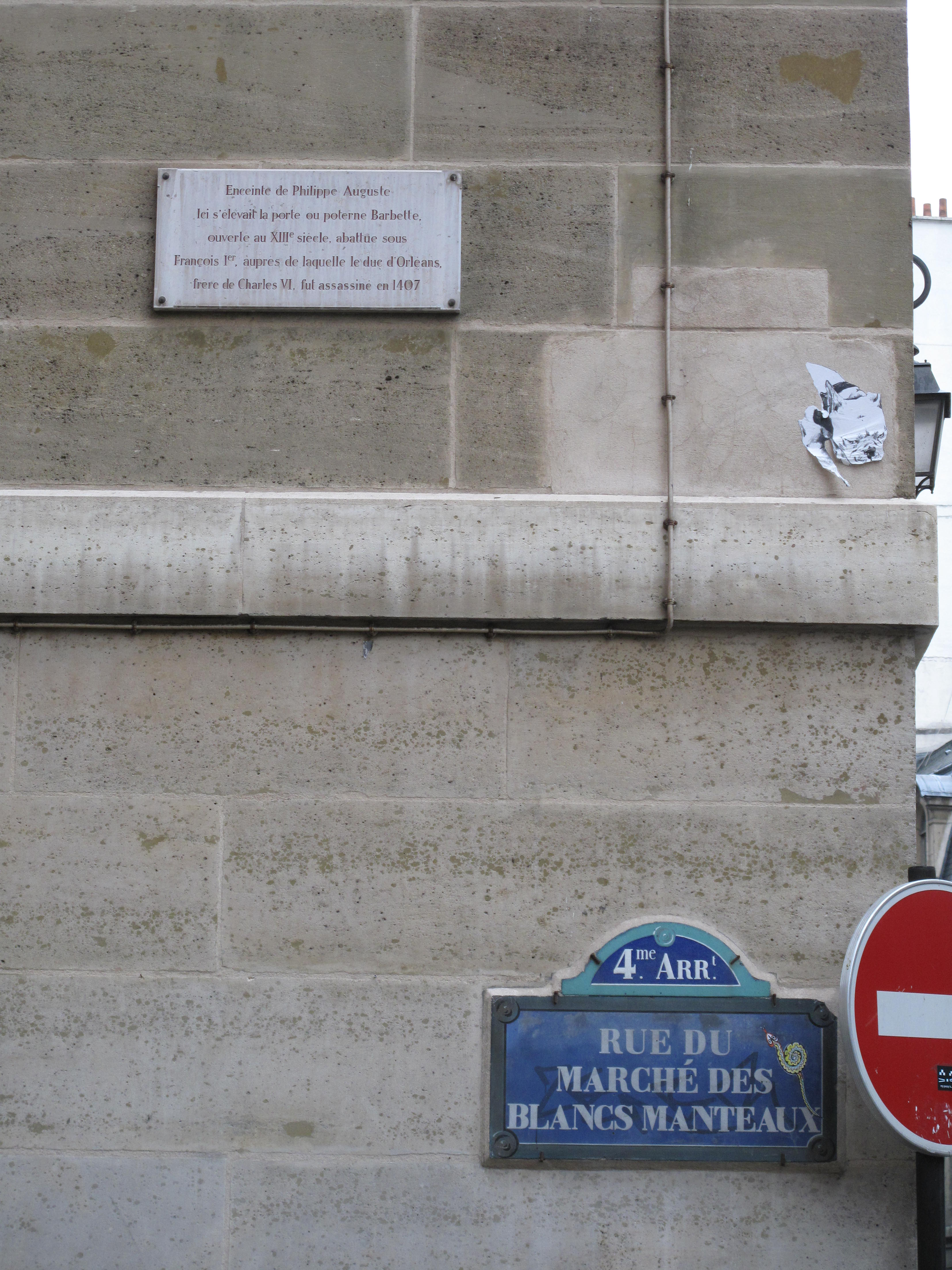
plaque marquant l'emplacement de l'ancienne poterne Barbette dans l'enceinte de Philippe Auguste

Thomas de Courteheuse, valet du roi Charles VI et trempant lui-même dans la conspiration, se présente à l'hôtel sur les coups de vingt heures et fait savoir au duc d'Orléans que le roi Charles VI le mande de toute urgence. Le duc prend donc congé de la reine et se met en route pour l'hôtel Saint-Pol, où réside le roi.
Quand bien même le duc disposait selon Enguerrand de Monstrelet de près de six cents hommes d'armes dans tout Paris, son escorte ne se composait ce soir-là que d'une petite dizaine de piquiers et de valets. Le duc, perché sur son mulet et ne se doutant pas de ce qui l'attendait, entreprit de remonter la rue Vieille-du-Temple. Une quinzaine d'individus, tapis dans l'ombre des bâtiments, attendent avec impatience son passage.
Au signal, les malfaiteurs, menés par Raoul d'Anquetonville, se ruent sur la petite troupe du duc, disposent de la garde, et parviennent à mettre Louis à bas de son mulet avant de lui couper la main. Le duc, surpris, s'écria : « Je suis le duc d'Orléans ! » On lui répondit : « C'est lui que nous voulons ! » Un coup de hache à la tête eut raison de la vie du frère du roi, qui expira au côté de son fidèle valet flamand Jacob. Son corps est déposé à l'église Notre-Dame-des-Blancs-Manteaux en attendant les funérailles.
À la suite de cet assassinat, la reine quitta définitivement l'hôtel Barbette et le mit en vente.

### Le palais de Diane de Poitiers

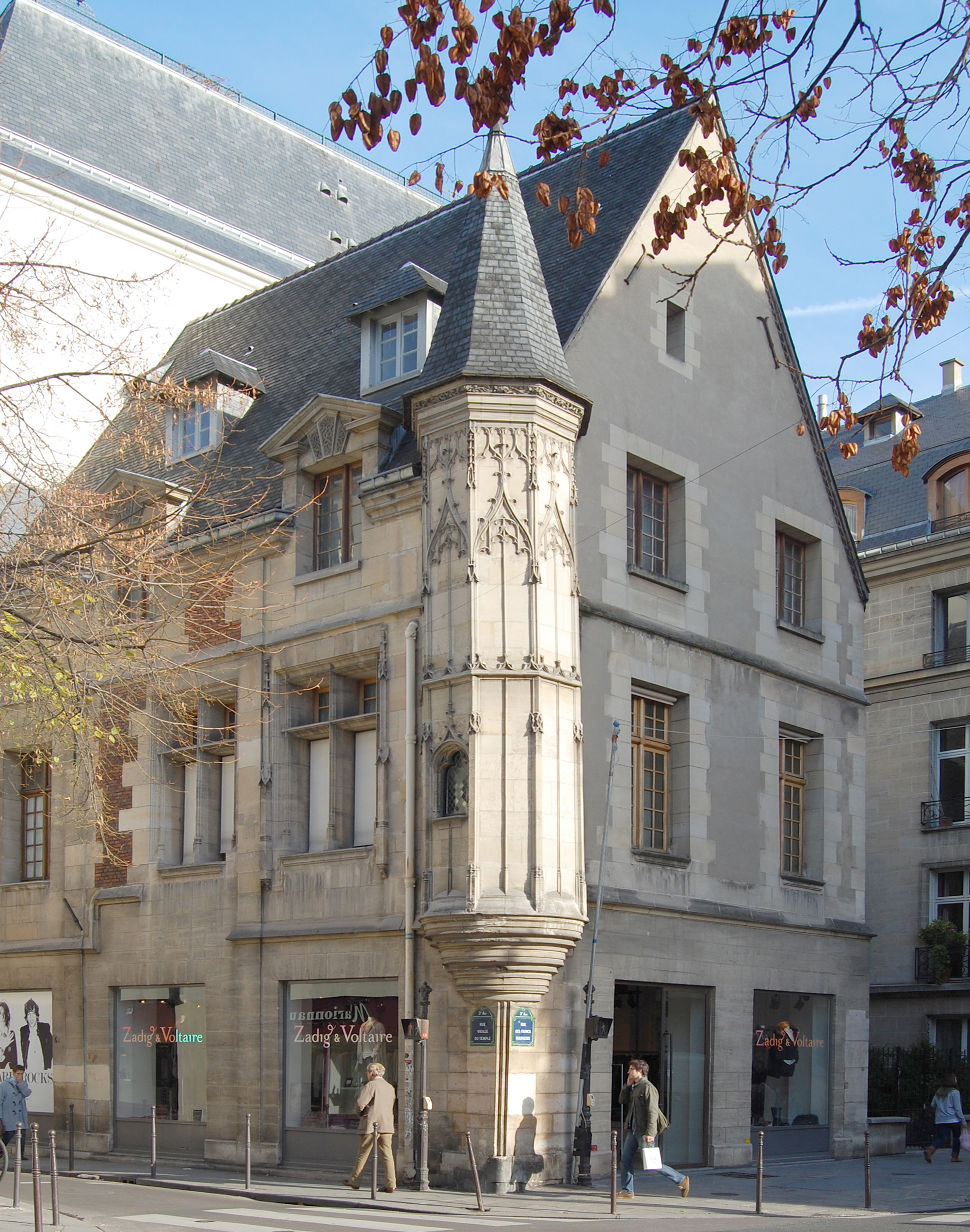
Maison de Jean Herouet, 1510,
54 rue Vieille du Temple

L'hôtel Barbette passa ensuite à la maison de Brezé, et Diane de Poitiers le tint de son mari Louis de Brézé, grand sénéchal de Normandie. La maîtresse du roi y recevait les visites d'Henri II.
Encore agrandi et toujours plus somptueux. Témoignage de cette periode architecturale, on peut encore voir au coin de la rue des Francs-Bourgeois et de la rue Vieille-du-Temple, une tourelle en encorbellement et des fenêtres à meneau d'une maison qui le bornait sur son flanc gauche, édifiée vers 1510 par Jean Malingre puis entré en possession du Trésorier de Louis XII, Jean Herouet qui épouse Marie la fille de Jean Malingre et donne son nom à l'hôtel. Cette échauguette de l’ancien hôtel Hérouet est un rare spécimen de la fin du gothique flamboyant, quelques années avant la Renaissance. C’était une décoration d’encoignure, facilitant l’observation du carrefour animé de la poterne Barbette.
À sa mort, les duchesses d'Aumale et de Bouillon, ses filles, héritent de la propriété et la divisent pour la vendre à des particuliers en 1561.

## La rue Barbette
Une partie des constructions fut alors démolie pour faire place aux rues des Trois-Pavillons (aujourd'hui rue Elzévir), du Parc-Royal et Barbette. Cette dernière est dessinée au pied de l'ancien logis du prévôt des marchands, reconstruit sur la rue Barbette et sur celle des Trois-Pavillons pour le maréchal François-Anne d'Estrées, père de Gabrielle.
La Briffe, procureur-général au parlement de Paris, succéda aux d'Estrées, et le président Bourrée de Corberon vint ensuite.
Avec les ventes et constructions successives du XVIe siècle, aucun reste de l’hôtel Barbette n'est plus visible aujourd'hui.

## voir aussi